# Christian Thielemann
Christian Thielemann, né le 1er avril 1959 à Berlin, est un chef d'orchestre allemand.

## Biographie
Christian Thielemann étudie l'alto et le piano à l'Académie de musique Hanns Eisler à Berlin et prend des cours particuliers de direction d'orchestre avant de devenir, à l'âge de dix-neuf ans, répétiteur au Deutsche Oper Berlin et de travailler comme assistant d'Herbert von Karajan. 
Il dirige dans de nombreux théâtres allemands et devient l'assistant de Daniel Barenboim au Festival de Bayreuth, puis il revient en 1991 au Deutsche Oper diriger Lohengrin de Richard Wagner. La même année, il fait ses débuts aux États-Unis en dirigeant l'Elektra de Richard Strauss à San Francisco. En 1997, il est nommé directeur musical du Deutsche Oper ; il le demeure jusqu'en 2004 où il devient chef principal de l'Orchestre philharmonique de Munich, qu'il quitte en 2011 pour prendre la tête de la Staatskapelle de Dresde l'année suivante. Il a également dirigé au Metropolitan Opera de New York, à l'Opéra de Vienne, au Royal Opera House de Londres, aux festivals de Bayreuth et de Salzbourg. En 2008, il est nommé conseiller musical du Festival de Bayreuth.
En 2000, Thielemann suscite la controverse pour ses remarques antisémites à l'endroit de Daniel Barenboim, ce que Thielemann a par la suite démenti.
Il est nommé le 1er janvier 2018 comme prochain directeur de l'Orchestre philharmonique de Vienne pour le Concert du nouvel an 2019. Le 1er janvier 2023, l'Orchestre philharmonique de Vienne annonce qu'il dirigera le Concert du nouvel an en 2024.
En septembre 2023, il est nommé directeur musical du Staatsoper de Berlin à partir de septembre 2024.
Il a enregistré nombre d'œuvres de Richard Strauss et Richard Wagner.

## Discographie

### Orchestre philharmonique de Munich
- L'Ouverture d'Egmont de Beethoven, et la Symphonie n° 1 de Brahms, Deutsche Grammophon, 2007
- Le Requiem de Mozart, même label
- La Symphonie n° 5 de Bruckner, même label
- Le Requiem de Brahms, avec Christine Schäfer (soprano), label indéterminé, disponible en DVD et blu-ray

### Orchestre philharmonique de Vienne
- l'Intégrale des symphonies de Beethoven, (Sony BMG)
- Ein Heldenleben de Richard Strauss, (Deutsche Grammophon)
- Ein Alpensymphonie de Richard Strauss, (Deutsche Grammophon)
- L'Anneau du Nibelung de Richard Wagner
- Intégrale des symphonies d'Anton Bruckner (8e et 3e déjà enregistrées et publiées), (Sony BMG)

### Staatskapelle de Dresde
- Les deux Concertos pour piano de Brahms, Deutsche Grammophon
- L'intégrale des Symphonies de Brahms[2], même label, disponible en CD, DVD et blu-ray.
- Missa Solemnis de Beethoven, label indéterminé, disponible en DVD et blu-ray.

### Festival de Bayreuth
- L'Anneau du Nibelung de Richard Wagner (2009), CD, DVD et Blu-ray Opus Arte.
- Le Vaisseau fantôme de Richard Wagner (2013), CD, DVD et Blu-ray Opus Arte.